# 68. pehotni polk (Italija)
68. pehotni polk Palermo/Legnano (izvirno italijansko 68º Reggimento fanteria) je bil pehotni polk (Kraljeve) Italijanske kopenske vojske.

## Zgodovina
Med prvo svetovno vojno je bil polk aktiven na soški fronti, Albaniji in v Makedoniji; med drugo svetovno vojno se je bojeval v Italiji.